# Henrik Haukeland
Henrik Haukeland (* 6. Dezember 1994 in Fredrikstad) ist ein norwegischer Eishockeytorwart, der seit Juli 2025 bei den Straubing Tigers aus der Deutschen Eishockey Liga (DEL) unter Vertrag steht. Zuvor war Haukeland bereits für den EHC Red Bull München und die Düsseldorfer EG in der DEL aktiv. Darüber hinaus spielte er unter anderem in der Svenska Hockeyligan (SHL) und der finnischen Liiga.

## Karriere

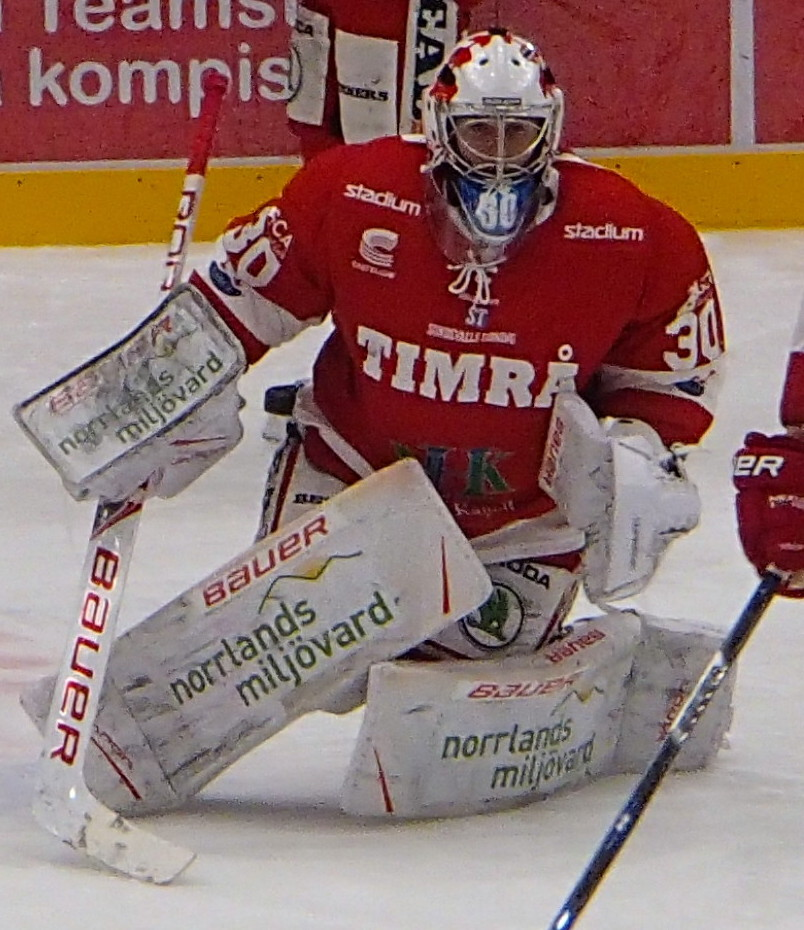
Haukeland im Trikot des Timrå IK (2018)

Haukeland verbrachte seine Juniorenzeit in den Nachwuchsabteilungen des norwegischen Teams Stjernen Hockey aus seiner Geburtsstadt Fredrikstad sowie der schwedischen Mannschaft IF Björklöven. Der Sprung zu den Profis gelang dem Linksfänger im Verlauf der Saison 2012/13 bei seiner Rückkehr zu Stjernen. Zur Saison 2015/16 wechselte der damals 21-Jährige, nachdem er sich bei Stjernen zum Stammtorwart in der GET-ligaen entwickelt hatte, schließlich zu Leksands IF aus der zweitklassigen, schwedischen Allsvenskan. Mit dem Team stieg der Schlussmann im Verlauf der Spielzeit 2015/16 in die Svenska Hockeyligan (SHL) auf. Nach einem weiteren Jahr in Leksand folgte der Wechsel innerhalb Schwedens zum Allsvenskan-Teilnehmer Timrå IK, mit dem ebenfalls im ersten Jahr der Aufstieg in die SHL gelang.
Trotz des Erfolgs verließ der Norweger den Aufsteiger und wechselte ins Nachbarland Finnland. Dort verbrachte Haukeland zwei Spielzeiten – zunächst eine Saison beim Traditionsverein TPS Turku, das darauffolgende Spieljahr bei KooKoo aus Kouvola. Danach kehrte der Torwart, der derweil in seiner Heimat mit dem Gullpucken als Norwegens Eishockeyspieler des Jahres ausgezeichnet worden war, abermals in die Svenska Hockeyligan zurück und verbrachte eineinhalb Jahre bei Färjestad BK. Zur Olympiapause im Januar 2022 wechselte Haukeland zum EHC Red Bull München aus der Deutschen Eishockey Liga (DEL). Dort überzeugte der Norweger schnell und wies am Ende der Hauptrunde sowohl die höchste Fangquote als auch den geringsten Gegentorschnitt auf. Dies war ihm bereits vier Jahre zuvor in Diensten des Timrå IK in der Allsvenskan gelungen. Ebenso erreichte er mit München die Finalserie um die Deutsche Meisterschaft, die gegen die Eisbären Berlin verloren ging.
Zur Saison 2022/23 wechselte Haukeland zum Ligarivalen Düsseldorfer EG. Dort knüpfte er an seine Vorjahresleistungen an und wies in der DEL-Hauptrunde gemeinsam mit Mathias Niederberger erneut den geringsten Gegentorschnitt auf. Folglich wurde er als DEL-Torhüter des Jahres ausgezeichnet. Kurz vor dem zweiten Spieltag der Saison 2023/24 gab die DEG bekannt, dass Haukeland seinen Vertrag langfristig bis mindestens 2030 verlängert hat. Am Ende der Spielzeit 2024/25 stieg der Norweger mit der DEG in die DEL2 ab. Da der geschlossene Vertrag lediglich für die DEL galt, verließ er den Klub daraufhin und wechselte im Juli 2025 zu den Straubing Tigers.

### International

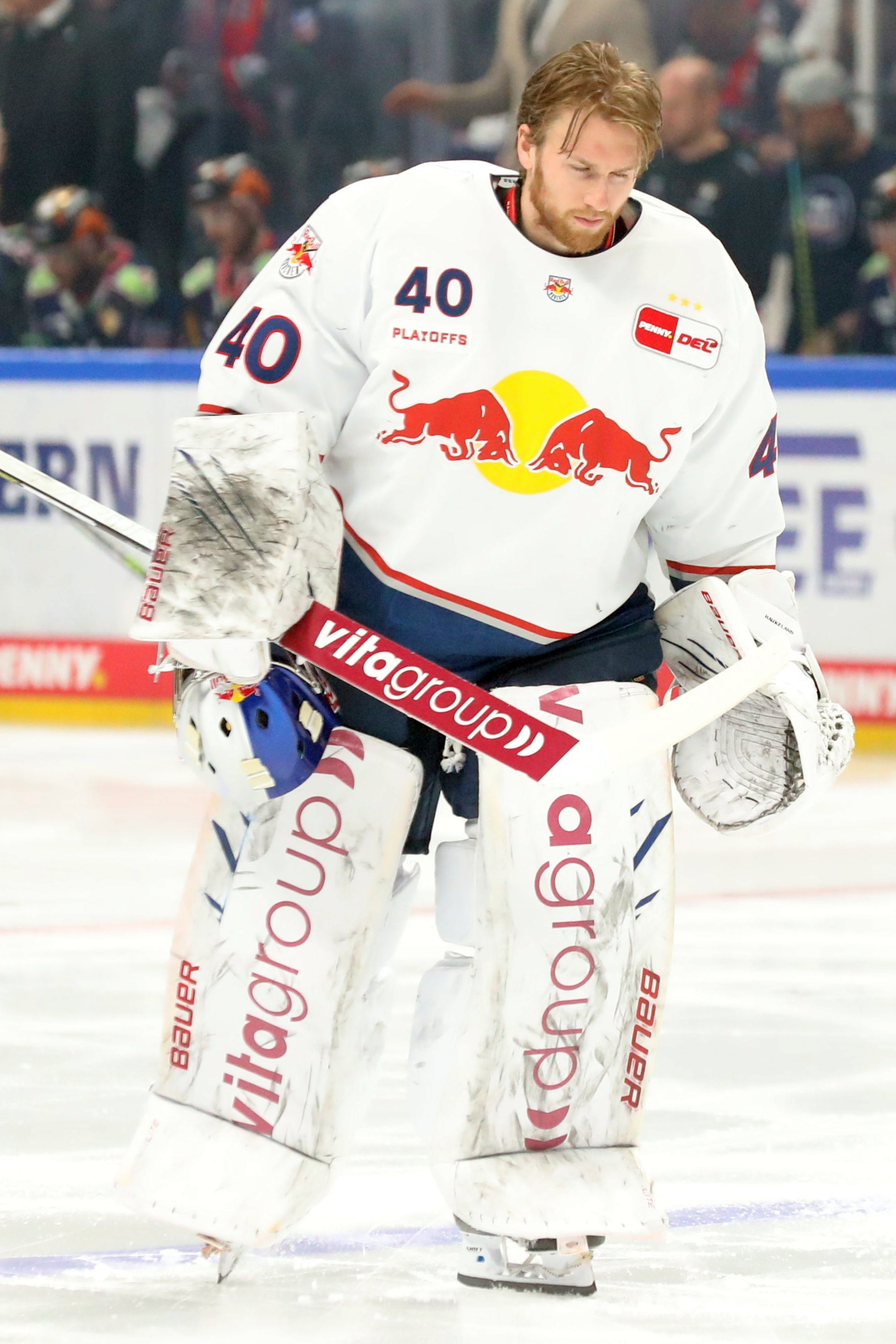
Haukeland als Spieler des EHC Red Bull München (2022)

Haukeland spielte im Juniorenbereich lediglich mit der norwegischen U20-Nationalmannschaft bei der U20-Junioren-Weltmeisterschaft 2014 für sein Heimatland. Für die A-Nationalmannschaft debütierte der Schlussmann im Verlauf der Saison 2015/16. Nachdem er anschließend im Rahmen des Qualifikationsturniers für die Olympischen Winterspiele 2018 einen 15-sekündigen Kurzauftritt absolviert hatte, bestritt er mit der Weltmeisterschaft 2017 sein erstes großes internationales Turnier. Ebenso nahm er an den Olympischen Winterspielen 2018 im südkoreanischen Pyeongchang selbst teil.
In der Folge absolvierte Haukeland die Weltmeisterschaften der Jahre 2018, 2019, 2021, 2022, 2023 und 2024 – die vier letzten davon als Stammkraft zwischen den Pfosten – und bestritt auch die nicht erfolgreichen Qualifikationsturniere für die Olympischen Winterspiele 2022 und 2026.

## Erfolge und Auszeichnungen
| - 2016 Aufstieg in die Svenska Hockeyligan mit Leksands IF - 2018 Meister der Allsvenskan und Aufstieg in die Svenska Hockeyligan mit Timrå IK - 2018 Torhüter des Jahres der Allsvenskan - 2018 Höchste Fangquote und geringster Gegentorschnitt der Allsvenskan - 2020 Liiga-Spieler des Monats Januar | - 2020 Gullpucken - 2022 Höchste Fangquote und geringster Gegentorschnitt der DEL-Hauptrunde - 2022 Deutscher Vizemeister mit dem EHC Red Bull München - 2023 Geringster Gegentorschnitt der DEL-Hauptrunde (gemeinsam mit Mathias Niederberger) - 2023 DEL-Torhüter des Jahres |

## Karrierestatistik
Stand: Ende der Saison 2024/25

### International
Vertrat Norwegen bei:
| - U20-Junioren-Weltmeisterschaft 2014 - Qualifikationsturnier für die Olympischen Winterspiele 2018 - Weltmeisterschaft 2017 - Olympischen Winterspielen 2018 - Weltmeisterschaft 2018 - Weltmeisterschaft 2019 | - Weltmeisterschaft 2021 - Qualifikationsturnier für die Olympischen Winterspiele 2022 - Weltmeisterschaft 2022 - Weltmeisterschaft 2023 - Weltmeisterschaft 2024 - Qualifikationsturnier für die Olympischen Winterspiele 2026 |

(Legende zur Torhüterstatistik: GP oder Sp = Spiele insgesamt; W oder S = Siege; L oder N = Niederlagen; T oder U oder OT = Unentschieden oder Overtime- bzw. Shootout-Niederlage; Min. = Minuten; SOG oder SaT = Schüsse aufs Tor; GA oder GT = Gegentore; SO = Shutouts; GAA oder GTS = Gegentorschnitt; Sv% oder SVS% = Fangquote; EN = Empty Net Goal; 1 Play-downs/Relegation; Kursiv: Statistik nicht vollständig)